# Acfredo I de Carcasona
Acfredo I de Carcasona ( ?-906 ), conde de Carcasona y Razès (877-906). Era el segundo hijo del Conde Oliba I de Carcasona. Fue hermano de Oliba II de Carcasona y era nieto, por línea paterna de Bellón de Carcasona, con lo cual tenía vínculos con la Casa de Barcelona, que dominaba los condados de Barcelona y Ampurias. 

## Toma de posesión
En 877 recibe de su hermano los condados de Carcasona y Razès, continuando así la transferencia del condado (entre hermanos) iniciada por su padre. Oliba II había tenido dos hijos, que eran los herederos legítimos. Acfredo actuó de regente, aunque realmente va a actuar como conde titular de ambos condados hasta su muerte, en que pasarían a los hijos de Oliba II.

## Nupcias y descendientes
Se casó con Adelinda de Auvernia, hija del conde Bernat II de Auvernia, conde de Autun y Auvernia, y hermana de Guillermo I de Aquitania. De esta unión nacieron: 
- Guillermo II de Aquitania (?-926), duque de Aquitania
- Acfredo I de Aquitania (?-927), duque de Aquitania
- Bernardo III de Auvernia (871-932), conde de Auvernia

A su muerte, fue sustituido por su sobrino Bención I de Carcasona y Razes.
| Predecesor: Oliba II | Conde de Carcasona 877-907 | Sucesor: Benció I de Carcasona |

- Datos: Q2604056